# كين فيلتون
كين فيلتون (بالإنجليزية: Ken Felton)‏ هو لاعب كرة قدم بريطاني، ولد في 18 فبراير 1949 في Blackhall Colliery ‏ في المملكة المتحدة. لعب مع دارلينجتون إف سى.